# Айла
Айла е главната героиня в романите на Джийн Оел от поредицата „Деца на земята“.
Айла е кроманьонка, но е отгледана от неандерталския Клан на пещерните мечки.
Първата публикация за България е издадена през 1993 г. от издателство „Плеяда 7“.